# San Miguel de Salcedo

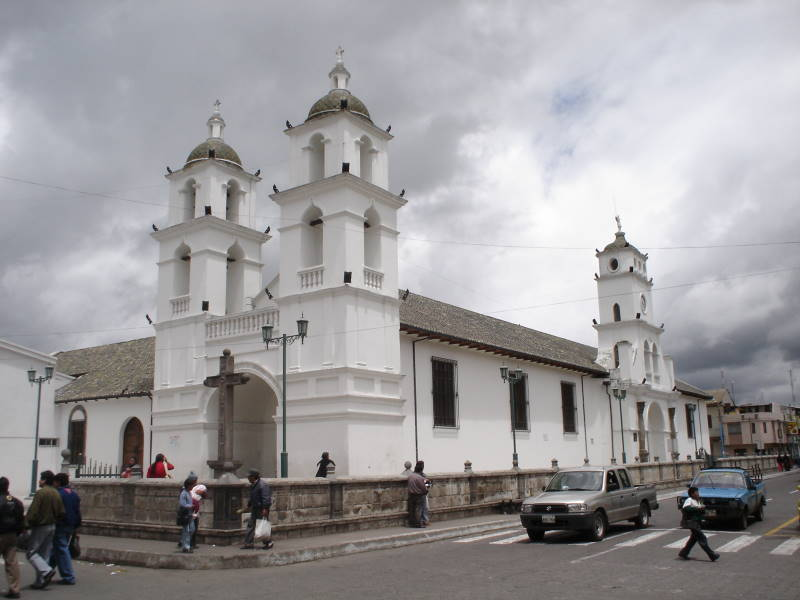
Kirche in San Miguel de Salcedo

San Miguel de Salcedo, auch San Miguel oder nur Salcedo, ist eine Kleinstadt und die einzige Parroquia urbana im Kanton Salcedo der ecuadorianischen Provinz Cotopaxi. Die Parroquia besitzt eine Fläche von 180,3 km². Beim Zensus 2010 betrug die Einwohnerzahl der Parroquia 31.315. Davon lebten 12.488 Einwohner im urbanen Bereich von San Miguel de Salcedo.

## Lage
Die Parroquia San Miguel de Salcedo liegt im Andenhochtal in Zentral-Ecuador. Das Gebiet ist in einen kleineren städtischen Bereich im Westen sowie in einen großen ländlichen Bereich im Osten gegliedert. Beide Gebietsteile sind durch einen schmalen Korridor miteinander verbunden. Der Río Cutuchi durchquert den westlichen Gebietsteil der Parroquia in südlicher Richtung. Im Osten reicht das Verwaltungsgebiet bis zum Hauptkamm der Cordillera Real und erreicht dort Höhen von mehr als 4100 m. Die 2650 m hoch gelegene Stadt San Miguel de Salcedo befindet sich 12 km südsüdöstlich der Provinzhauptstadt Latacunga am östlichen Flussufer des Río Cutuchi.
Die Parroquia San Miguel de Salcedo grenzt im Westen an die Parroquia Pujilí (Kanton Pujilí), im Nordwesten und im Nordosten an das Municipio von Latacunga, im zentralen Norden an die Parroquias Belisario Quevedo (Kanton Latacunga) und Mulliquindil, im Osten an die Provinz Napo mit der Parroquia Tálag (Kanton Tena), im Südosten an die Provinz Tungurahua mit den Parroquias San José de Poaló und San Andrés (beide im Kanton Santiago de Píllaro) sowie im Südwesten an die Parroquias Panzaleo, Antonio José Holguín und Mulalillo.

## Geschichte
Die Stadt geht auf eine spanische Gründung von Antonio Clavijo vom 29. September 1573 zurück. Damals hieß sie noch „San Miguel de Molleambato“. Im Jahr 1851 wurde die Provinz Cotopaxi, damals noch unter dem Namen „León“ gegründet, und „San Miguel de León“ wurde eine Parroquia im Kanton Latacunga. Am 19. September 1919 wurde der Kanton Salcedo eingerichtet und die Stadt Sitz der Kantonsverwaltung. Damit änderte sich der Name der Stadt und der Parroquia in „San Miguel de Salcedo“.

## Wirtschaft
Die Stadt ist bekannt für von hier stammendes Speiseeis (Los helados de Salcedo), das in der typischen Form eines Kegelstumpfs am Stiel vertrieben wird. Das traditionelle Eis aus Salcedo setzt sich aus vier Geschmacksrichtungen zusammen, von oben nach unten: Milch (leche/crema, ca. die Hälfte des Kegelstumpfes), Brombeere (mora), Lulo (naranjilla) und Curuba (taxo). Am Redondel del Príncipe San Miguel im Norden der Stadt befindet sich ein Denkmal in Form dieses Eises am Stiel (⊙), das an die Eistradition von San Miguel de Salcedo erinnert.

## Infrastruktur
Westlich der Stadt verläuft die achstreifige Schnellstraße E35 (Troncal de la Sierra) als Teil der Panamericana auf ihrem Abschnitt zwischen Quito und Ambato. Südlich des Stadtkerns besteht über eine Anschlussstelle Verbindung an die E30, die durch San Miguel de Salcedo und Latacunga bis ins westlich gelegene Quevedo führt. Auch über die Avenida Olmedo und die Avenida Yolanda Medina besteht Verbindung an die E35. Straßenverbindungen bestehen außerdem nach Cusubamba und Píllaro.
Salcedo hat einen Bahnhof an der Hauptstrecke der ecuadorianischen Eisenbahn.

## Ökologie
Der äußerste Osten der Parroquia liegt innerhalb des Nationalparks Llanganates.